# Diatenes auriculata
Diatenes auriculata är en fjärilsart som beskrevs av Turner 1903. Diatenes auriculata ingår i släktet Diatenes och familjen nattflyn. Inga underarter finns listade i Catalogue of Life.